# Opal Hill
Opal Hill née Trout, née le 2 juin 1892 à Newport (États-Unis) et morte le 16 décembre 1974 à Kansas City (États-Unis), est une golfeuse professionnelle dans les années 1920, 1930, 1940 et 1950.
Souffrant d'une maladie rénale de longue durée, les médecins conseillent à Opal Hill de s'adonner à une activité plus légère. Ainsi, à 31 ans, elle pratique le golf et se découvre un talent qui lui permet de devenir l'une des amateures les plus douées des années 1920 et 1930. Elle remporte notamment le Western Open en 1935 et 1936 et passe professionnelle en 1938
Après la Seconde Guerre mondiale, elle reste liée au golf et prend part en 1950 à la création de la Ladies Professional Golf Association en tant que membre fondateur.

## Palmarès

### Victoires professionnelles
| N° | Date | Circuit principal | Tournoi      | Score      | Par | Marge | Finaliste              |
| -- | ---- | ----------------- | ------------ | ---------- | --- | ----- | ---------------------- |
|    | 1935 | -                 | Western Open | match play |     | 9 & 7 | Mrs. S.L. Reinhart (a) |
|    | 1936 | -                 | Western Open | match play |     | 3 & 2 | Mrs. Charles Dennehy   |